# 米国産牛肉

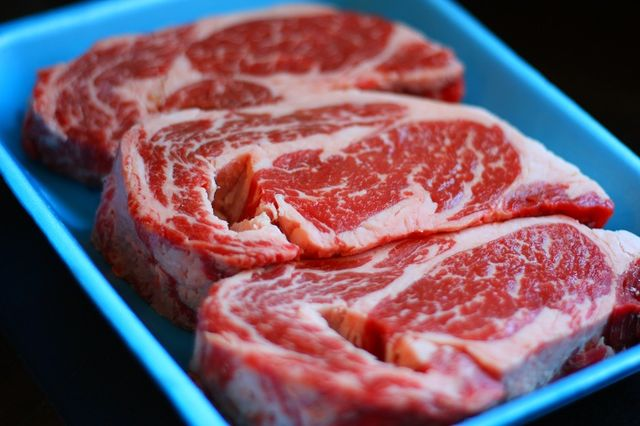
アメリカのCostcoで販売しているUSDA Prime Beef

米国産牛肉（べいこくさんぎゅうにく）とは、アメリカ合衆国を原産地とするか、またはアメリカ合衆国で加工された牛肉。

## 概要
米国の牛肉生産の構造は、広大な草地と莫大な穀物供給量と肥育ホルモンなどの薬剤の利用により粗放的かつ低コストで生産されている。2012年の米国の肉牛生産額は764億アメリカドルで米国の農業生産額の約19.4%を占める。また、米国はハンバーガーやステーキのように他国とは異なる特徴的な消費スタイルを有する。2015年現在、米国は牛肉の生産量、消費量、輸入量で世界第1位、輸出量で世界第4位となっている。
米国の牛飼養頭数は1975年に1億3200万頭となり過去最高となったが、干ばつ等の影響を受けて2014年には約8900万頭まで落ち込んだが、その後は牛群再構築により少しずつ増加している。アメリカ合衆国農務省（USDA）全国農業統計局（NASS）によると2016年1月1日の牛飼養頭数（乳牛を含む）は約9200万頭、うち肉用経産牛は約3033万頭である。
アメリカ合衆国農務省の2012年の米国農業国勢調査（センサス）によると肉用経産牛飼養戸数は約72万8000戸で高齢化などから減少傾向にある。
2016年1月1日現在の肉用経産牛の飼養頭数は、テキサス州が約429万頭（14.1%）、オクラホマ州が約195万頭（6.4%）、ミズーリ州が約191万頭（6.3%）、ネブラスカ州が約185万頭（6.1%）、サウスダコタ州が約169万頭（5.6%）となっている。また、2016年1月1日現在の肉用肥育牛の飼養頭数は、ネブラスカ州が約252万頭（19.1%）、テキサス州が約244万頭（18.5%）、カンザス州が約223万頭（16.9%）、アイオワ州が約123万頭（9.3%）、コロラド州が約91万頭（6.9%）となっている。

## 生産
アメリカでも牛肉生産の構造は繁殖部門と肥育部門に分かれており、これらをつなぐ育成農家も存在する。ただし、養豚のような一貫経営は進んでおらず繁殖部門の農家と肥育部門の農家は通常別々の農家が営んでいる。

### 繁殖農家
広大な草地を用いた周年放牧を中心とする飼養方法が一般的で、日本のような舎飼いは一般的でない。子牛の出産時期が牧草の最盛期である春から夏に当たるよう計画されている経営スタイルがほとんどで、この時期に生まれる春子牛が年間産子数の約8割となっている。南部地域には春子牛との時期的な差別化を狙って秋子牛を生産する経営スタイルも存在する。

### 育成農家
育成農家は繁殖農家から子牛を購入してフィードロットで本格的に肥育できるように生育する機能をもっている。

### 肥育農家
肥育農家はフィードロット（肥育場）で100日から230日程度の期間をかけて体重が1300ポンド（約590kg）になるまで肥育する。肥育農家には牛を購入して肥育する農家のほか預託農家（牛を購入せず所有権を持たないまま肥育業務だけを請け負う農家）もある。

### パッカー
食肉処理加工企業は「パッカー」と呼ばれ、タイソンフーズ、エクセル、JBS、ナショナルビーフパッキングの4社（四大パッカー）がシェアの8割を占める。

### 業界団体
- 全米肉牛生産者・牛肉協会（NCBA）：全米最大の生産者団体
- アメリカ食肉協会（AMI）：全米最大の食肉業界（加工業者・パッカー）団体

## 貿易
2015年の米国の牛肉輸出量は102万8000トンであった。

### 日本
日本においては1991年に輸入が自由化された。

### ブラジル
ブラジルへの牛肉輸出が2016年8月に再開されることが発表された。

### 中国
中国への牛肉輸出再開について2016年9月に中国政府が見通しを示した。

## 法律
- 1916年シェパード改正法（Shepherd Amendment） - アメリカ合衆国農務省に畜産、食肉の販売や流通の情報収集や公表の権限を与える法律[1]。
- 1946年農業マーケティング法（Agricultural Marketing Act of 1946） - アメリカ合衆国農務省に広く農畜産物の量や質、状況についての情報収集や公表の権限を与える法律[1]。
- 1921年パッカーズ・ストックヤード法（Packers and Stockyards Act） - 不公平な家畜取引や価格形成などを禁止し、アメリカ合衆国農務省穀物検査食肉流通局（GIPSA：Grain Inspection, Packers and Stockyards Administration）を監督機関とする法律[1]。
- 1999年畜産物報告義務法（Livestock Mandatory Reporting Act of 1999） - 一定規模のパッカーにアメリカ合衆国農務省への報告義務を課す法律[1]。

## 格付け
牛肉の格付けには、歩留等級（生体重に対する精肉歩留まりの割合）と肉質等級があり、米国では歩留等級はY1からY5まで、肉質等級ではプライム、チョイス、セレクト、スタンダード、コマーシャル、ユーティリティ、キャナーに分けられる。

## 安全性

### BSE問題

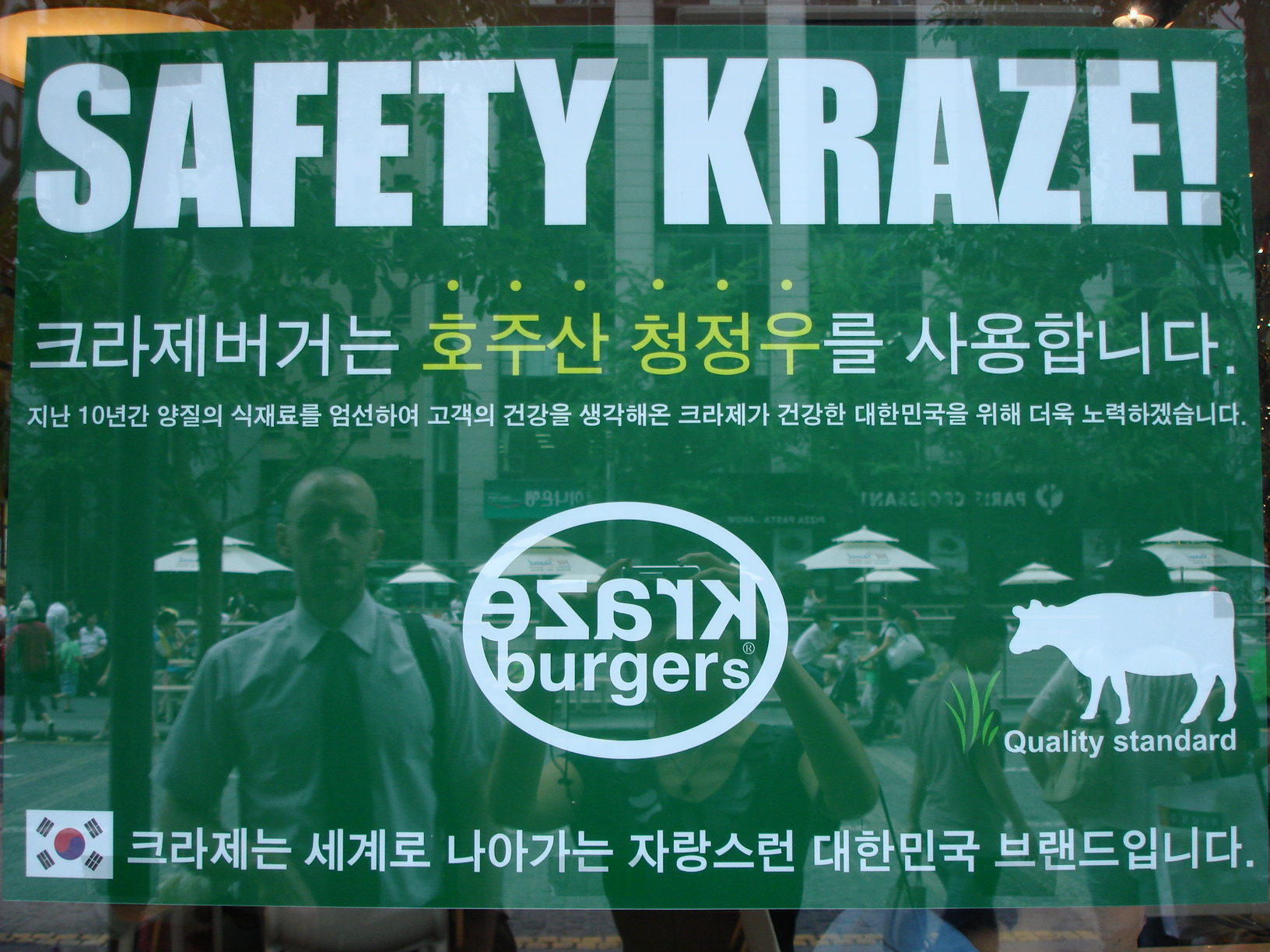
韓国のファーストフード店の看板。アメリカ産牛肉ではなく、オーストラリア産を使用していると書かれている。

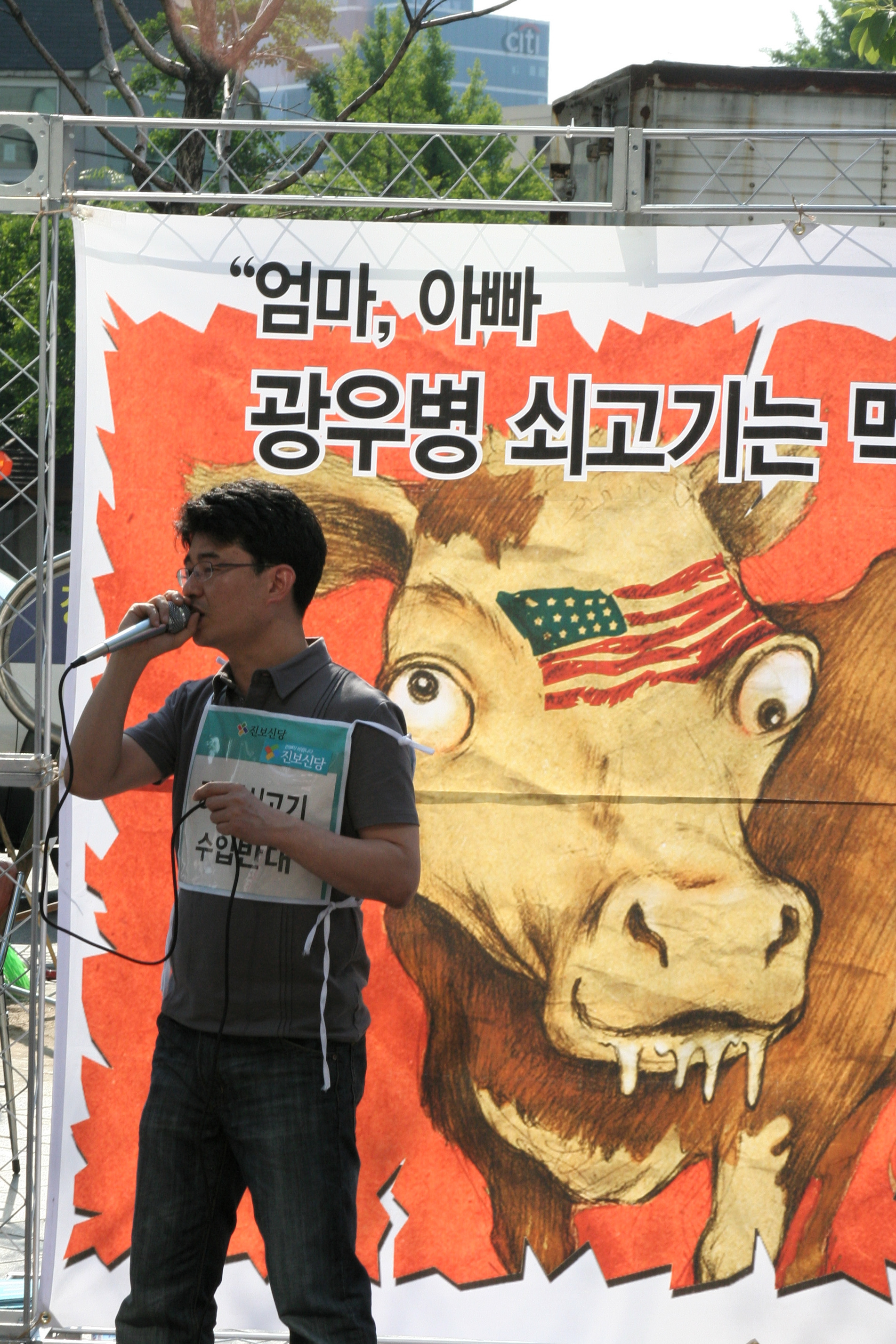
アメリカ産牛肉の輸入に抗議する韓国の若者

1986年にイギリスでBSEが確認されたことをうけ、1990年に歩行困難な牛などを対象としたBSEサーベイランス（狂牛病監視・検査システム）を採用。
アメリカでは1997年には肉骨粉の飼料への使用が禁止された。2003年にはアメリカで牛海綿状脳症（BSE）の発生が確認された。米国産牛肉の輸入を日本、韓国、台湾などが禁止した。
2005年には日米で定めた新たな輸入条件のもとで20か月以下の牛に由来する骨なし牛肉のみ再開された。西友では、日本の大手スーパーの先陣を切って2007年3月31日から一部店舗で販売を再開すると発表した。読売新聞によれば、販売再開の背景には親会社であるウォルマートの意向の影響が指摘されている。

### トレーサビリティ
2016年9月現在、連邦レベルでのトレーサビリティのシステムは存在しない。2003年の牛海綿状脳症（BSE）の初発生の際に、アメリカ合衆国農務省は2004年に全国家畜個体識別制度（NAIS）を導入して段階的に義務化する方針だった。しかし、コストや報告義務の負担増から特に肉用牛生産者から反発を受け、アメリカ合衆国農務省は2010年にNAISを廃止して新制度を検討することになった。2013年に家畜の州間移動に関するトレーサビリティ（Traceability for Livestock Moving Interstate）が導入されたが、疾病対策が主で、州を移動する家畜についての育成からと畜までの管理に限定されている。

### 残留ホルモン剤問題
アメリカでは、牛を短期間で肥育させる成長促進剤としてホルモン剤の投与が行われている。アメリカ産の牛肉の赤身部分には、女性ホルモンの一種であるエストロゲンが、ホルモン剤を使用していない国産牛肉の赤身部分と比較して約600倍の残留が検出されている。なお、ホルモン剤の使用は日本やEUでは禁止されている。EUではホルモン剤を使用した牛肉の輸入も禁止しているが、日本は基準を下回る限り許可している。そのため、成長ホルモンを使い大量生産された安価な米国産牛肉は日本に輸出されることが多い。
エストロゲンは女性の成長に必要なホルモンであるが、外部から摂取することは、がんの発症に関与していると考えられている。牛肉消費量の増加とともに、ホルモン依存性がんの患者数が約5倍に増加していることから、アメリカ産牛肉ががんの原因であると示唆されている。ただし、WHOのデータベースによれば、ホルモン剤が使用されているアメリカにおいても、同時期の乳がんによる死亡率が減少している。